# István Sennyey (general)
El barón István Sennyey de Kissennye (mediados del siglo XVII - ca. 1725) fue un general kuruc húngaro eslovaco, senador y canciller.

## Biografía
Era descendiente de una familia aristocrática católica, los Sennyey. Fue el hijo mayor del barón Ferenc Sennyey (ca. 1630-1675), capitán de Kálló y de la condesa Mária Széchy (†1693). Entre sus hermanos, Ferenc sería  brigadier, y Pongrác coronel del ejército kuruc. También estaba relacionado con Sándor Károlyi, pues eran primos por línea materna.
Su primera esposa fue la viuda de Miklós Keczer Éva Pribék, hija de Ádám Pribék y Borbála Tárkányi de Veľké Trakany, quienes poseían prestigiosas propiedades en Bodrogköz. En segundo lugar contrajo matrimonio con la baronesa Klárát Andrássy (†1728), hija de Miklós Andrássy y Erzsébet Kerekes de Cziffer, hermanastra de los kuruc György, István y Pál Andrássy, y viuda del barón László Barkóczy.
Probablemente estudió con los jesuitas de Viena. Participó en la guerra contra los turcos. En 1687 fue nombrado caballero de la Espuela de Oro.
Al estallar la guerra de independencia de Rákóczi, se retiró a los castillos de Tárkány o Battyán, y a mediados de agosto de 1703 se incorporó como uno de los primeros nobles al príncipe Francisco Rákóczi, quien lo nombró coronel el 29 de agosto y un mes después general, en la región de Transtisza. El 14 de febrero de 1704, el ejército imperial atacó desde el castillo de Satu Mare, dispersando sus tropas y apresándole, aunque sería poco después liberado. En la dieta de Szécsény fue elegido senador y canciller del Senado y la Confederación. En la primavera de 1706 entregó su regimiento a su hermano y exteniente coronel, Ferenc Sennyey.
En el verano de 1708, se convirtió en el administrador principal del condado de Szabolcs, y en la Dieta de Sárospatak se convirtió en el presidente del comité que revisaba las cuentas de la Comisión Militar Nacional. Desde marzo de 1711 fue capitán en jefe de Munkács y más tardeteniente general. Solo dos meses después de la amnistía a los rebeldes y el tratado de paz en Satu Mare, el 24 de junio, capitularía ante los emperadores.
Los últimos años de su vida los pasó postrado en cama, necesitó el delicado cuidado de su esposa. Hizo testamento en 1724 y murió a los pocos años. Fue enterrado en la tumba de la iglesia de Leles.